# 橋爪皓佐
橋爪 皓佐（はしづめ　こうすけ、1984年1月18日 - ）は、日本の作曲家･クラシック・ギター奏者。

## 来歴
兵庫県西宮市出身。フランス国立ニース地方音楽院ギター科、エクリチュール科を経て、ベルギーブリュッセル王立音楽院作曲科、ギター科学士課程を修了。
ギターを西垣正信、アコ・イトウ、ローラン・ブロンカー、作曲をダニエル・キャペレッティに師事。

## 受賞歴
- 2008年　山口ギターコンクール首席（1位なしの2位）[1]
- 2009年
  - フランス、ニースクラシックギターの集いに招待、リサイタル
  - ドイツ、ヘルベルト・バウマン作曲コンクール入賞
- 2010年
  - ドイツ、カール・フォン・オシエツキー国際作曲コンクール レパートリー賞
  - 大阪国際マンドリンコンクール　作曲部門ファイナリスト
- 2013年
  - 全日本マンドリン合奏コンクール課題曲公募入選
  - 東京かつしか作曲コンクール第三位・聴衆賞受賞

## 主要作品

### ソロ作品
- 「てがみ」（ギターソロ）　ヘルベルト・バウマン作曲コンクール　入賞作品[2]。

- 「子供の情景」（ピアノソロ）東京かつしか作曲コンクール　第3位･聴衆賞受賞作品[3]

### 室内楽作品
- 「ツクヨミとアマテラス」（ギターカルテット）カール・フォン・オシエツキー作曲賞　レパートリー賞受賞作品[4]。

### マンドリンオーケストラ曲
- 「Espoir+Facteur+Nostalgie」 大阪国際マンドリンコンクール作曲部門ファイナル入選作品[5]

- 「Stardust」 第2回全日本マンドリン合奏コンクール課題曲（公募入選）[6]